# Я Продаю
«Я Продаю» — ранее существовавший российский журнал, посвященный моде и стилю жизни. Издавался и распространялся с 2003 года в Самаре, а также впоследствии на территории других городов Самарской области.

## История
Впервые глянцевое издание «Я Продаю» было напечатано в 2003 году и с того времени издавалось ежемесячно. Владелец — Издательский дом «Босс-Пресс» (издававший также журналы «Босс» и «Новый Вавилон»). С сентября 2004 года главным редактором журнала стала Алла Костюченко. В тот период «Я Продаю» являлся шоппинг-гидом и ориентировался преимущественно на молодую аудиторию в классах middle и middle-up. Затем, в 2006 году генеральным директором стала Людмила Свиридова. В 2007 году журнал «Я Продаю» был одним из партнеров VII Фестиваля моды с участием Александра Васильева. Некоторые специальные призы для участников Фестиваля были предоставлены изданием «Я Продаю».
В 2008 году журнал «Я Продаю» был выкуплен одним из рекламодателей — туристическим агентством «Розовый Фламинго». Исполнительным директором стала Екатерина Клепикова, бывшая до этого руководителем рекламной службы издания. Было решено перепозиционировать «Я Продаю» с шоппинг-гида на lifestyle-журнал. Тираж глянцевого издания был увеличен, и «Я Продаю» охватило другие города в Самарской Области.
В июне 2010 года издание «Я Продаю» ещё раз сменило владельца. Главным редактором стала Елена Жигайло. К этому времени журнал окончательно переориентировался на более премиальную аудиторию. Появились планы выхода на новые рынки, однако через время журнал прекратил своё существование (точное время прекращения выхода журнала неизвестно; действие свидетельства о регистрации СМИ было прекращено по решению суда в 2017 году).

## Распространение
Глянцевое издание «Я Продаю» распространялось бесплатно. Изначально журнал охватывал только рынок города Самары и имел тираж в 7 тысяч экземпляров. Со временем «Я Продаю» начал осваивать рынки и других городов Самарской Области, в частности, Тольятти и Новокуйбышевска, а также увеличил свой тираж до 10 тысяч экземпляров. Существовали ещё планы по освоению рынка Московской Области и других регионов, однако результат планов неизвестен.